# Månsarps distrikt
Månsarps distrikt är ett distrikt i Jönköpings kommun och Jönköpings län. 
Distriktet ligger i södra delen av kommunen. 

## Tidigare administrativ tillhörighet
Distriktet inrättades 2016 och utgörs av socknen Månsarp i Jönköpings kommun.
Området motsvarar den omfattning Månsarps församling hade vid årsskiftet 1999/2000.